# Muerte de Doris Adriana Niño
La muerte de Doris Adriana Niño ocurrió el 15 de mayo de 1997 en Bogotá, Colombia, bajo circunstancias controvertidas durante una reunión en el apartamento del cantante de música vallenata Diomedes Díaz. Tras la investigación, Díaz fue declarado culpable del delito de homicidio preterintencional, recibiendo inicialmente una condena de 12 años de prisión. Sin embargo, la condena fue posteriormente reducida y el delito se recalificó a homicidio culposo, al determinarse que Doris Adriana falleció como consecuencia de una asfixia accidental durante una riña entre ella y Luz Consuelo Martínez, pareja de Diomedes en ese momento, quien estaba embarazada del cantante.
Diomedes Díaz permaneció prófugo durante dos años antes de entregarse a las autoridades, cumpliendo finalmente una pena reducida de 36 meses. Luz Consuelo Martínez y dos escoltas de Diomedes también fueron condenados a 10 meses de prisión por el delito de encubrimiento.
El caso ha sido objeto de controversia debido a diversas irregularidades en las investigaciones iniciales, incluyendo testimonios contradictorios de los involucrados y la falta de claridad en el móvil del crimen. Además, las condenas impuestas fueron consideradas por algunos como demasiado leves, lo que generó críticas y cuestionamientos sobre el manejo del caso. La muerte de Doris Adriana Niño continúa siendo un tema de debate público, con múltiples hipótesis alternativas sobre los hechos ocurridos aquella noche.

## Antecedentes

### Diomedes Díaz
Previo al caso de Doris Adriana Niño, Diomedes Díaz era una figura destacada en el panorama musical colombiano. Considerado uno de los artistas más representativos del vallenato, gozaba de una amplia popularidad entre sus seguidores, aunque también era objeto de críticas debido a sus constantes escándalos y controversias. A lo largo de su carrera, se consolidó como uno de los músicos con mayores ventas de discos en la historia de Colombia.
En 1994, Díaz se divorció formalmente de Patricia Acosta, con quien tuvo cuatro hijos. Posteriormente, inició una relación con Betsy Liliana González, conocida como "La Doctora", con quien convivió hacia 1997 y tuvo tres hijos. La relación entre ambos estuvo marcada por el apoyo de González durante los problemas personales y legales del cantante.
Tras la trágica muerte de su acordeonero Juancho Rois en 1994, Diomedes colaboró con Iván Zuleta, con quien produjo los álbumes Un Canto Celestial (1995), Muchas Gracias (1996) y comenzó a grabar Mi Biografía en mayo de 1997.
La vida personal de Diomedes Díaz estuvo caracterizada por un estilo de vida desenfrenado. Era conocido por su consumo de drogas y alcohol, así como por su comportamiento mujeriego. Estas conductas, sumadas a problemas de salud recurrentes y conflictos familiares, especialmente relacionados con la manutención de sus numerosos hijos, generaron dificultades en su entorno. También fue señalado por mantener amistades polémicas con figuras vinculadas al narcotráfico y enfrentó problemas financieros y judiciales, destacándose su incumplimiento en compromisos artísticos.
Betsy Liliana González se distanció del cantante tiempo después, agotada por los intentos de organizar la vida del cantante y tras haberlo apoyado durante su lucha contra el síndrome de Guillain-Barré, así como durante el proceso judicial relacionado con el caso Doris Adriana Niño.

### Doris Adriana Niño
Doris Adriana Niño García nació el 22 de marzo de 1970 en Bogotá, Colombia. Residía en el municipio de Soacha junto a su madre, Rosa Delia, y sus hermanos. Su padre falleció cuando tenía 14 años, lo que marcó profundamente su vida familiar. Según su hermana Oliva, Doris Adriana sufría de migrañas y no consumía drogas, alcohol ni cigarrillos. Su hermano Rodrigo Niño era su confidente cercano.
Doris Adriana era una ferviente admiradora de Diomedes Díaz y su música, lo que influyó significativamente en su vida personal. Según sus familiares, su fascinación por el cantante fue tal que, en 1995, terminó su relación con su novio, David Daza, debido a los celos que surgieron tras su vínculo con Díaz.
Emprendedora y visionaria, Doris Adriana fundó la "Escuela Canadiense de Sistemas", una academia de computación que logró establecer mediante un préstamo financiero otorgado por la cooperativa Construyecoop en Soacha.
Doris Adriana conoció a Diomedes Díaz a través de uno de los músicos del artista, quien los presentó en 1995. Según el propio Diomedes, era amiga de Luz Consuelo Martínez, otra de las mujeres vinculadas al cantante. Sin embargo, Luz Consuelo negó esta afirmación, declarando que no conocía personalmente a Doris Adriana.
Su relación con Diomedes Díaz fue motivo de preocupación para su hermano Rodrigo, quien le advirtió sobre los riesgos asociados al estilo de vida del cantante, caracterizado por el escándalo y el desorden. A pesar de las advertencias, Doris Adriana mantuvo su vínculo con el artista y lo acompañó a conciertos en varias ciudades de Colombia. Según relatos de sus familiares, la relación comenzó a deteriorarse cuando Diomedes intentó agredirla físicamente. Este incidente llevó a Doris Adriana a evitar el contacto telefónico con el cantante, quien continuaba llamándola regularmente.

### Luz Consuelo Martínez
Luz Consuelo Martínez, originaria del barrio San Francisco, un sector humilde de Bogotá, conoció al cantante vallenato Diomedes Díaz cuando tenía entre 12 y 14 años. Este encuentro ocurrió en una reunión organizada en la casa del periodista Jaime Araújo Cuello, amigo cercano de Diomedes. Martínez era una admiradora ferviente del artista, participando activamente en eventos promocionales y llamando con frecuencia a la emisora Radio Uno en Bogotá cuando Díaz promovía sus álbumes musicales en la ciudad. También asistía a reuniones entre el cantante y sus fanáticos.
La relación entre Luz Consuelo Martínez y Diomedes Díaz comenzó el 27 de abril de 1993, cuando ella tenía 19 años y él 36. En ese momento, Martínez trabajaba en el Aeropuerto Internacional El Dorado de Bogotá.
En 1997, a los 23 años, Luz Consuelo quedó embarazada por primera vez del cantante. En cuanto a Doris Adriana Niño, Martínez negó haber tenido una amistad cercana con ella o haber coincidido en contextos como clubes de fanáticos o eventos en la disquera.

## Fallecimiento e identificación

### Reunión en el apartamento
El 14 de mayo de 1997, Doris Adriana Niño García, de 27 años, recibió una invitación de Diomedes Díaz, con quien mantenía una relación sentimental desde hacía dos años, para asistir a una reunión en el apartamento del cantante.
Cerca a la medianoche, Oswaldo Álvarez Rueda, escolta de Diomedes, recogió a Doris Adriana y la trasladó al apartamento ubicado en el sector de Usaquén, al norte de Bogotá. El lugar correspondía al apartamento 501 del edificio Plaza de Navarra. En ese momento, en el apartamento se encontraban Diomedes Díaz, su hijo Rafael Santos Díaz, de 17 años, su pareja Luz Consuelo Martínez y uno de sus escoltas. El apartamento había sido proporcionado por la disquera Sony Music como alojamiento temporal para el cantante mientras realizaba sesiones de grabación en Bogotá, en preparación para el lanzamiento de su álbum Mi Biografía.

### Hallazgo del cadáver de alias 'Sandra'
En la madrugada del 15 de mayo de 1997, tres campesinos que trabajaban en una arenera en la zona conocida como Alto del Sote, en la vereda San Onofre, cerca de la ciudad de Tunja (Boyacá), presenciaron un incidente inusual. Pablo Alfonso Tocarruncho, Misael Malaver y José Hernández observaron a un hombre que conducía un automóvil blanco arrojar el cuerpo de una mujer semidesnuda en un matorral al costado de la carretera que conecta los municipios de Tunja y Cómbita.
Uno de los testigos relató que, aproximadamente a las 9 de la mañana, vieron al hombre, vestido con vaqueros y un suéter amarillo, arrastrar el cuerpo desde el vehículo y lanzarlo a los arbustos. Al percatarse de que era observado, el individuo intentó cubrir el cadáver con ropa antes de huir rápidamente en el automóvil. Los campesinos se dirigieron a un Comando de Atención Inmediata cercano de la Policía Nacional para informar sobre el hecho.
A las 11 de la mañana, investigadores de la Fiscalía General de la Nación realizaron el levantamiento del cuerpo, que no fue identificado en ese momento. Inicialmente, se asumió que se trataba de una trabajadora sexual, y el cadáver fue registrado como N.N. con el alias "Sandra". Dos días después, el 17 de mayo, un grupo de mujeres identificadas como trabajadoras sexuales reclamó el cuerpo para evitar que fuera enterrado en una fosa común y darle una sepultura digna. El sacerdote Víctor Leguizamón ofició el entierro. 

### Identificación del cadáver y autopsia
Tras la desaparición de Doris Adriana Niño, su familia, al desconocer su paradero, reportó el caso a las autoridades y emprendió una búsqueda activa. Rodrigo Niño, hermano de Doris Adriana, acudió al programa Historias Secretas del Canal RCN para exponer el caso en televisión nacional. Durante la emisión del programa, se mostraron fotografías de Doris Adriana, lo que llevó a un televidente a reconocerla y comunicarse con la periodista Sandra Grijalba.
Grijalba viajó a Tunja y, con autorización de Marcela Betancourt, jefa de prensa de Medicina Legal, revisó fotografías del cuerpo de "Sandra". Según Grijalba, no había duda de que se trataba de Doris Adriana, pues ambas compartían un característico lunar en el rostro. Adicionalmente, Medicina Legal encontró en el bolsillo de la víctima un papel con la dirección del apartamento al norte de Bogotá donde había sido vista por última vez. El 13 de junio de 1997, el cadáver fue exhumado y se confirmó oficialmente la identidad de Doris Adriana Niño. Al día siguiente, su familia llevó a cabo el entierro en el cementerio Jardines del Apogeo, al sur de Bogotá.
En sus investigaciones, Grijalba intentó obtener respuestas de Diomedes Díaz, pero no logró avances. Según ella, Rafael Santos Díaz, hijo del cantante, comentó en una llamada que su padre estaba dormido tras una parranda y que desconocían información sobre Doris Adriana. También contactó a Luz Consuelo Martínez, quien tampoco ofreció detalles sobre lo ocurrido.
El 18 de junio, el guardia de seguridad José Tobías Lozano, portero del edificio Plaza de Navarra, declaró ante la Fiscalía que había visto salir a Doris Adriana del edificio acompañada de uno de los escoltas de Diomedes Díaz. Esta declaración fue reiterada al día siguiente en una entrevista concedida al diario El Tiempo.
El primer informe de Medicina Legal, emitido el 11 de agosto de 1997, concluyó que Doris Adriana Niño falleció a causa de un paro cardiorrespiratorio provocado por una sobredosis de cocaína.

## Primeras capturas e investigaciones
El 3 de octubre de 1997, el cantante Diomedes Díaz fue capturado en el Aeropuerto Internacional El Dorado de Bogotá, acusado de tener una presunta relación con la muerte de Doris Adriana Niño. Tras su captura, fue trasladado a un calabozo por agentes del Cuerpo Técnico de Investigación de Colombia, donde pasó la noche. Asimismo, Luz Consuelo Martínez, quien trabajaba en el aeropuerto, también fue detenida. Además, fueron capturados los escoltas Héctor Mauricio Botía y Oswaldo Álvarez Rueda, y el portero del edificio Plaza de Navarra, José Tobías Lozano. Otros implicados en el caso fueron los escoltas Fabián Antonio Vivas Valencia y Jorge Molina Sánchez, así como el asistente personal de Diomedes, Alex Ramírez Herrera. El abogado penalista Evelio Daza asumió la defensa del caso. Luz Consuelo Martínez, quien se encontraba en su octavo mes de embarazo, logró que se le otorgara el beneficio de casa por cárcel, donde daría a luz a su hijo, Fredy José.

### Declaración inicial de Diomedes Díaz
El 4 de octubre de 1997, Diomedes Díaz compareció ante el fiscal Julio César Martínez en la sede de la Fiscalía General en Teusaquillo, Bogotá. Durante su declaración, Diomedes aseguró que Doris Adriana Niño lo había llamado en tres ocasiones el 14 de mayo de 1997, pero que había sido su compañera, Luz Consuelo Martínez, quien había contestado el teléfono, ya que durante el día él se encontraba en los estudios de grabación. Diomedes afirmó que Doris Adriana era amiga de él y de Luz Consuelo. Según su relato, al regresar de la grabación, Luz Consuelo le informó sobre las llamadas de Doris Adriana, quien le comentó sobre un problema relacionado con un mal negocio con unos computadores y solicitó ayuda. Diomedes dijo que, en respuesta, ordenó a uno de sus escoltas que fuera a recogerla en su casa de Soacha.
De acuerdo con el artista, Doris Adriana llegó al apartamento entre las 12:00 AM y la 01:00 AM, y en compañía de Luz Consuelo, conversaron sobre diversos temas. El cantante indicó que Doris Adriana se molestó al enterarse de que Luz Consuelo estaba embarazada de él y decidió abandonar el apartamento. Según su versión, en ese momento ordenó a uno de sus escoltas que acompañara a Doris Adriana para tomar un taxi alrededor de las 05:00 AM. Ante la pregunta del fiscal sobre si había tenido relaciones sexuales con Doris Adriana y si había consumido cocaína, Diomedes admitió haber mantenido relaciones sexuales con ella sobre la alfombra del apartamento. También reconoció haber consumido licor y algo de cocaína, aunque aseguró que la cantidad de esta última no habría sido suficiente para causarle la muerte. Además, afirmó que Doris Adriana había salido viva del apartamento.
Diomedes Díaz estuvo retenido durante nueve meses en la escuela de agentes del Departamento Administrativo de Seguridad en Cota, Cundinamarca. Posteriormente, la Fiscalía le otorgó libertad condicional. En abril de 1998, la medida de aseguramiento fue revocada debido a que le fue diagnosticado el síndrome de Guillain-Barré. En consecuencia, fue beneficiado con casa por cárcel y se trasladó a su residencia en Valledupar.

### Otras declaraciones

#### Oswaldo Álvarez Rueda
Mientras se encontraba recluido en la cárcel La Modelo de Bogotá, Oswaldo "Uva" Álvarez Rueda, escolta de Diomedes Díaz, amplió su indagatoria ante un fiscal. En su declaración, aseguró que fue él quien recibió la instrucción de Diomedes, a las 11:30 PM del miércoles 14 de mayo de 1997, de ir a recoger a Doris Adriana Niño en un taxi en su casa en Soacha, para luego llevarla al apartamento de Diomedes en Bogotá.  Álvarez Rueda relató que, durante el trayecto hacia el apartamento, conversó con Doris Adriana, a quien le mencionó que tenía planeado irse a Bucaramanga en la madrugada para reparar un vehículo de su propiedad. Según su versión, Doris Adriana le pidió que la llevara a una cita en Tunja, ubicada en el camino entre Bogotá y Bucaramanga. Álvarez Rueda afirmó que, debido a que no podía salir directamente del apartamento de Diomedes con ella, se citó con Doris Adriana en la esquina del hotel Lancaster de Bogotá. Según el escolta, salió del apartamento entre las 03:30 y 04:00 AM, y llegó al punto de encuentro, donde Doris Adriana supuestamente llegó en taxi entre las 04:30 y 05:00 AM.
Álvarez Rueda continuó relatando que ambos partieron hacia Bucaramanga, con Doris Adriana en la parte trasera del vehículo. Según él, ella iba llorando, consumiendo droga y expresando su enojo por haber descubierto que Luz Consuelo Martínez estaba esperando un hijo de Diomedes. El escolta mencionó que, al llegar a Tunja, se percató de que Doris Adriana estaba muerta. Por nervios, decidió llevar el cuerpo hasta un paraje en Cómbita, donde lo arrojó en unos matorrales.
Esta versión fue vista por algunos como una declaración incriminatoria solo para Álvarez Rueda, sin implicar a las demás personas presentes en el apartamento, y no coincidía con otros testimonios o los informes de Medicina Legal. En defensa de su cliente, el abogado de Diomedes Díaz, Evelio Daza, utilizó esta declaración como prueba de que el cantante no tenía relación con la muerte de Doris Adriana, y buscó que se archivara el proceso en su contra.
El fiscal delegado ante el Tribunal Superior de Bogotá, Luis Antonio Velandia, fue el encargado de decidir si se llamaba a juicio a los implicados en el caso.

#### Luz Consuelo Martínez
En septiembre de 1998, El periódico El Tiempo reportó que Luz Consuelo Martínez, en su versión de los hechos, aseguró que Doris Adriana Niño había comenzado a consumir aguardiente en exceso luego de enterarse sobre su embarazo. Sin embargo, el informe de Medicina Legal contradecía esta afirmación, ya que se detectó una mínima cantidad de alcohol en el cadáver, lo que hacía improbable que Doris Adriana estuviera bajo los efectos del alcohol en exceso en el momento de su muerte.

#### José Tobías Lozano
El portero del edificio Plaza de Navarra, José Tobías Lozano, aseguró que vio a Doris Adriana Niño llegar al lugar de la reunión alrededor de la 1 de la mañana, acompañada por el escolta Álvarez. Posteriormente, a las 4 de la madrugada, el portero la vio salir nuevamente del edificio junto a otro escolta, identificado como Mauricio Botía. Según el testimonio de Lozano, Doris Adriana y Botía estuvieron afuera del edificio durante unos 10 minutos, esperando un taxi, y luego el escolta regresó al interior del edificio sin Doris Adriana.

#### Rafael Santos Díaz
En noviembre de 1999, la Fiscalía solicitó a un juez de menores que investigara a Rafael Santos Díaz, hijo de Diomedes Díaz, debido a su presencia en el apartamento donde ocurrió la reunión con Doris Adriana. Sin embargo, Santos Díaz afirmó que estuvo en el apartamento solo de manera temporal y que no había visto a Doris Adriana durante ese tiempo. La investigación buscaba aclarar cualquier posible implicación del joven en los hechos relacionados con la muerte de Doris Adriana.

### Nuevas evidencias
En marzo de 1998, un análisis realizado por el patólogo Nelson Téllez Rodríguez reveló indicios de violencia extrema. Este informe incluyó los resultados de un examen de raspado de uñas practicado al cadáver, en el cual se encontraron células que, según el informe "078-97", no excluían a Luz Consuelo Martínez como su posible origen. Este nuevo hallazgo fue presentado a la Fiscalía, sugiriendo la posibilidad de que Martínez estuviera involucrada en un enfrentamiento físico con Doris Adriana antes de su fallecimiento.
Además, las autoridades lograron determinar que el vehículo blanco en el que fue transportado el cuerpo de Doris Adriana Niño en el baúl era un Chevrolet blanco con placas "ICI-864", propiedad de uno de los escoltas de Diomedes Díaz. Según el fiscal, Oswaldo Álvarez, el escolta, habría sido quien arrojó el cuerpo de Doris Adriana en el paraje de Cómbita y, además, alteró las placas del vehículo y las fechas en los documentos de mantenimiento con el fin de hacer creer que el vehículo había estado en Bucaramanga. Esta manipulación buscaba ocultar el vínculo del vehículo con los hechos ocurridos en Bogotá.

### Asfixia mecánica y abuso sexual
Un segundo análisis forense realizado en 1999 por Medicina Legal reveló que Doris Adriana no había muerto por sobredosis de drogas, como se había determinado inicialmente, sino por asfixia mecánica. El informe encontró evidencias de abuso sexual post mortem, así como muestras de semen de tres hombres, dos de los cuales pertenecían a escoltas de Diomedes Díaz, y el tercero al propio cantante. Además, se hallaron signos de violencia, como hematomas, laceraciones en los labios, petequias (pequeñas hemorragias) en los ojos y el tórax, así como un hematoma en el cuello, así como restos de cocaína en su organismo y en sus partes íntimas""
```
https://es.wikipedia.org/wiki/Muerte_de_Doris_Adriana_Ni%C3%B1o#:~:text=%3Cref%20name%3D%22eltiempo123%22/%3E%3Cref%20name%3DMEDLEGAL%3E%7B%7Bcita%20web%7Ct%C3%ADtulo%3DSOBREDOSIS%20O%20ASFIXIA%7Curl%3Dhttp%3A//www.eltiempo.com/archivo/documento/MAM%2D815534%7Ceditorial%3DEl%20Tiempo%7Cfecha%3D13%20de%20septiembre%20de%201998%7Cfechaacceso%3D16%20de%20junio%20de%202016%7D%7D%3C/ref%3E
 lo que sugería que Doris Adriana fue asfixiada, violada, drogada y maltratada antes de su muerte.
[
27
]
[
31
]
```

El caso también fue marcado por la alteración de las pruebas de orina tomadas al principio, lo que llevó a una nueva exhumación del cuerpo y generó cuestionamientos sobre posibles intentos de manipular la investigación. Estos descubrimientos aumentaron las sospechas de que la investigación inicial había sido manipulada y revelaron una nueva dimensión de las circunstancias de la muerte de Doris Adriana.

## Cargos y condenas

### Diomedes Díaz
En junio de 1998, un fiscal concluyó que Diomedes Díaz tenía conocimiento de los riesgos y efectos asociados al consumo de cocaína, y que su comportamiento había resultado en lesiones personales a Doris Adriana Niño. En consecuencia, el fiscal cambió el cargo inicial de homicidio culposo a homicidio preterintencional, lo cual conllevaba una pena más alta. Esta decisión fue recibida con satisfacción por los familiares de Doris Adriana. El fiscal también amplió la investigación contra Diomedes por posesión de drogas ilegales, así como por fraude procesal y falsedad en documento.
En 2000, un perito de la Fiscalía General de la Nación determinó que Diomedes se había recuperado de su enfermedad (el síndrome de Guillain-Barré), lo que llevó a la Fiscalía a ordenar su captura debido a su implicación en la muerte de Doris Adriana. Por esto, el 11 de agosto de 2000, la juez 46 Penal del Circuito de Bogotá libró la orden de captura contra el cantante, quien se encontraba en detención domiciliaria. Sin embargo, cuando el CTI llegó a capturarlo, Diomedes ya había huido.
El cantante se refugió en varias fincas en Badillo, zona rural de Valledupar, específicamente en "Las Nubes", "La Virgen del Carmen" (de su propiedad), y "El Limón", propiedad de su exmánager, Joaquín Guillén. En ese momento, la zona estaba bajo la fuerte presencia de las Autodefensas Unidas de Colombia, y se afirmó que Diomedes estaba siendo protegido por esta organización al margen de la ley. Sus fanáticos también guardaron silencio y no reportaron los avistamientos del artista. El periodista Armando Neira reportó que Díaz también estuvo salvaguardado en el campamento de los jefes paramiliares David Hernández Rojas (alias "39") y Rodrigo Tovar Pupo (alias "Jorge 40").
A pesar de estar prófugo, la familia de Doris Adriana y las autoridades continuaron presionando para que se entregara. Incluso, la ministra de Cultura de entonces, Consuelo Araújo Noguera, le rogó al cantante que se rindiera.
El 30 de enero de 2001, por la muerte de Doris Adriana, Diomedes fue condenado en ausencia por un juez penal de Bogotá a 12 años de prisión por el delito de homicidio. Sin embargo, el 20 de agosto de 2002, en un fallo de segunda instancia, el Tribunal Superior de Bogotá rebajó la condena de 12 años de prisión a 37 meses bajo el argumento que el artista no tuvo la intención de causarle la muerte a Doris Adrina y, por tanto, debía ser juzgado por homicidio culposo y no por homicidio preterintencional.
El 27 de septiembre de 2002, Diomedes se entregó a las autoridades después de haber estado prófugo durante más de dos años.
En 2003, la Corte Suprema de Justicia de Colombia entregó la versión definitiva sobre lo ocurrido aquella noche resultante de las investigaciones y fallos judiciales: Doris Adriana se había reunido con Luz Consuelo y Diomedes en un apartamento al norte de Bogotá la noche del 15 de mayo de 1997. Después de consumir drogas y mantener relaciones sexuales violentas, Doris Adriana fue informada del embarazo de Luz Consuelo, lo que provocó una riña entre las mujeres. Diomedes actuó como mediador entre ellas, tapando la boca y nariz de Doris Adriana, lo que le causó la muerte por asfixia. El tribunal determinó que, aunque el cantante fue consciente de que con su acción podía hacerle daño a Doris Adriana, no tuvo la intención de asesinarla. Además, el escolta Oswaldo Álvarez fue señalado como la persona que ocultó el cadáver, abandonándolo al siguiente día en zona rural de Boyacá.
Tras cumplir su condena reducida, Diomedes fue liberado el 13 de noviembre de 2004, tras pasar 32 meses en prisión.

### Luz Consuelo Martínez
En 2004, después de que Diomedes Díaz quedara en libertad condicional, Luz Consuelo Martínez fue recluida en la cárcel El Buen Pastor, luego de ser condenada a 10 meses de prisión por el delito de encubrimiento. Durante su tiempo en prisión, Luz Consuelo cumplió 8 meses y 7 días de condena.
Tras su salida de la cárcel, Luz Consuelo continuó su relación sentimental con Diomedes Díaz, a pesar de las complicaciones legales y personales derivadas del caso.

## Legado y repercusiones
El libro Diómedes, el cacique y la difunta, publicado en 1998 por los periodistas del periódico El Tiempo, Jairo Lozano y Jorge González, relata detalles sobre la relación de Diomedes Díaz con el caso de la muerte de Doris Adriana Niño. Según los periodistas, la disquera Sony Music tuvo que pagar 461 mil pesos por los daños y pérdidas ocasionados en el lujoso apartamento de Diomedes.
En 2007, Diomedes Díaz pagó una indemnización de 254 millones de pesos colombianos a la familia de Doris Adriana por daños morales, además de otros 35 millones por daños materiales, lo que equivalía a unos 67 mil dólares de la época.
Tras la muerte de Diomedes Díaz en 2013, el cantante colombiano Santiago Cruz generó polémica al expresar sus condolencias por la muerte de Doris Adriana Niño en el mismo día en que Díaz falleció. Su mensaje en redes sociales fue muy criticado por los seguidores del cantante, quienes lo consideraron inapropiado y de mal gusto, lo que desató una oleada de comentarios negativos en su contra.
En 2014, Rafael Santos Díaz, hijo de Diomedes Díaz, respondió a una entrevista sobre la muerte de Doris Adriana diciendo que "tampoco era una santa, así de sencillo", tratando de justificar el crimen.
En 2015, la muerte de Doris Adriana Niño fue representada en la telenovela colombiana Diomedes, el Cacique de La Junta, que se estrenó en enero de ese año. En la producción, el personaje de Doris Adriana fue renombrado como Claudia Viviana Mora y fue interpretado por la actriz Angélica Blandón.
A pesar de los años que han pasado, la muerte de Doris Adriana Niño sigue siendo un tema altamente polémico y divisivo en Colombia. Mientras algunos defienden el legado de Diomedes Díaz y argumentan que su influencia en la música vallenata debe ser reconocida, independientemente de su condena, otros continúan cuestionando las circunstancias de esa noche, resaltando las fallas en la investigación inicial, las condenas que consideraron poco severas por la fama del cantante, y sugiriendo que en el contexto actual, la muerte de Doris Adriana debería ser calificada como feminicidio.